# Saturday Night Live
У аббревиатуры SNL есть и другие значения. См. SNL
«Saturday Night Live» (SNL; с англ. — «Субботним вечером в прямом эфире») — вечерняя музыкально-юмористическая передача на американском канале NBC, одна из самых популярных и долгоиграющих в истории телевидения США. Премьера состоялась 11 октября 1975 года. Программа была придумана Диком Эберсолом и Лорном Майклзом, который по сегодняшний день является её исполнительным продюсером. Первым музыкальным руководителем оркестра программы был композитор Говард Шор.

## История
По формату программа состоит из юмористических реприз и 1-2 музыкальных номеров. Большинство реприз разыгрываются в прямом эфире комедийными актёрами — членами постоянной труппы, при участии приглашенного ведущего (как правило, популярной знаменитости) и музыкального гостя, которые могут быть одним лицом. Созданием реприз занимаются как актёры, так и штат писателей-сценаристов программы.
Как правило, передача начинается с репризы, в последние секунды которой один из актёров выходит из образа, провозглашая «Live from New York, it’s Saturday Night!» («В прямом эфире из Нью-Йорка, это — Субботний вечер!») Затем следует видеозаставка, во время которой представляются актёры и гости, после чего разыгрывается вступительный монолог-реприза с участием приглашённого ведущего.
За годы своего существования «Субботний вечер в прямом эфире» стал неотъемлемой частью культурного ландшафта США и Канады. Шоу известно, в частности, своим сатирическим изображением политической жизни страны. Широко известны исключительно удачные пародии на президентов США, в различное время исполнявшиеся Дэном Эйкройдом (Линдон Джонсон и Джимми Картер), Чеви Чейзом (Джеральд Форд), Дэйной Карви (Джордж Буш-ст.), Дэрриллом Хэммондом (Билл Клинтон), Уиллом Ферреллом (Джордж Буш-мл.), Фредом Армисеном (Барак Обама) и Алеком Болдуином (Дональд Трамп). Во время избирательной кампании 2008 года пародии Тины Фей на кандидата в вице-президенты Сару Пэйлин, с которой у Фей поразительное внешнее сходство, считались одним из факторов, повлиявших на исход выборов.
Программа выходит по субботам в 23:29:30 по Североамериканскому восточному времени и длится полтора часа. Трансляция ведётся из студии 8H, расположенной на 8-м и 9-м этажах небоскрёба GE Building в нью-йоркском Рокфеллер-центре.
За свою многолетнюю историю программа была удостоена 95 прайм-таймовых премий «Эмми».
По образцу Saturday Night Live было создано большое количество передач в других странах.
С 2013 по 2024 год программа получила субсидии от штата Нью-Йорк на 158 миллионов долларов

## Популярные скетчи

### Больше каубелла
Разовый скетч More Cowbell, вышедший 8 апреля 2000 года, входит в рейтинги лучших скетчей SNL за всё время и превратился в мем. Речь идёт о записи хита 1976 года (Don't Fear) The Reaper группы Blue Öyster Cult. Продюсер «Тот Самый» Брюс Дикинсон (Кристофер Уокен) убеждает группу использовать как можно больше каубелла при записи, но игра вымышленного «каубелл-мена» Джина Френкла (Уилл Феррелл) заглушает другие инструменты.

### Макгрубер
Многосерийная пародия на «Макгайвера» (Ричард Дин Андерсон появился в одном из эпизодов в роли отца Макгрубера). Некомпетентный специальный агент Макгрубер (Уилл Форте) каждый эпизод попадает в тяжелейшую ситуацию, где он должен обезвредить за 20 секунд бомбу в логове преступников. Каждый раз он просит двух своих помощников подать ему мелкие карманные вещи, с помощью которых он якобы справится с бомбой. Одновременно Макгрубер пытается справиться с одной из своих проблем (алкоголизм, гей-сын, расизм и прочее). Хотя фактически времени на обезвреживание у него всегда значительно больше 20 секунд, бомба каждый раз взрывается.

### Стефон
По ходу новостных выпусков SNL ведущие неоднократно приглашали «городского корреспондента» Стефона (Билл Хейдер), чтобы тот рассказал, куда пойти среднестатистической семье на выходных в Нью-Йорке. Гей Стефон же каждый раз описывал безумный клуб с непроизносимым названием. Одновременно Стефон пытался флиртовать с ведущим новостей Сетом Майерсом, отрицавшим свою гомосексуальность.

### Ток-шоу Барри Гибба
Ток-шоу вокалистов Bee Gees Барри Гибба (Джимми Фэллон) и его брата Робина (Джастин Тимберлейк). Барри Гибб приглашает троих гостей из мира политики и обсуждает с ними серьёзный общественный вопрос обрывчатым, крайне высоким голосом, зачастую впадая в бешенство. Порой он начинает распевать вместо обычной речи, и брат подпевает ему. Часто Барри спрашивает всегда отстранённого брата, не хочет ли он что-то добавить, всегда натыкаясь на отрицательный ответ.

### Celebrity Jeopardy!
Многосерийная пародия на специальные выпуски программы Jeopardy!, куда приглашаются звёзды шоу-бизнеса. Ведущий Алекс Требек (Уилл Феррелл) задаёт элементарные вопросы троим знаменитым участникам, показывающим чудеса идиотизма. Практически каждую программу одним из участников является грубиян Шон Коннери (Даррел Хэммонд), чей мысленный процесс направлен исключительно на оскорбление Требека.

### Шоу Винни Ведеччи
Псевдопередача на канале RAI с ведущим Винни Ведеччи (Билл Хейдер). На итальянскую программу приглашается звезда американского шоу-бизнеса, которая, к удивлению ведущего, не говорит по-итальянски. Развязный Ведеччи задаёт гостям крайне неприличные вопросы и постоянно ругается с остальной съёмочной группой, вечно курящей и поедающей спагетти.

## SNL Digital Short
В 2005 году участник комедийной рэп-группы The Lonely Island Энди Сэмберг стал членом труппы SNL. В том же сезоне в шоу появились первые юмористические скетчи SNL Digital Short, созданные Сэмбергом и остальными участниками группы, Акивой Шаффером и Йормой Такконе. В отличие от большинства скетчей SNL, эпизоды Digital Short снимались не в прямом эфире, а заранее. Они быстро стали популярными, и за время участия Сэмберга в шоу вышли десятки скетчей Digital Short. Часть из них музыкальные, другие — нет. В них снимались участники The Lonely Island, члены труппы SNL, гости программы и иные знаменитости. Некоторые скетчи имели продолжение. Например, дуэт Сэмберга и Джастина Тимберлейка после хита Dick in a Box также появился в двух сиквелах, Motherlover и 3-Way (The Golden Rule).

## Трансляция в России
В России программа транслировалась на канале MTV Россия в 2005 году под названием «Субботняя лихорадка».

## Аналоги и адаптации в России
В России аналогами SNL стали передачи «В субботу вечером» на СТС и «Yesterday Live» на «Первом канале». Официальная российская адаптация программы под названием «Суббота. Вечер. Шоу» выходила на НТВ в сентябре 2013 года, но была снята с эфира после второго выпуска ввиду низких рейтингов и негативных отзывов. Оставшиеся шесть программ впоследствии вышли на НТВ в январе 2014 года в ночное время и под иным названием — «Сегодня. Вечер. Шоу».

## Фильмы, основанные на скетчах SNL
- Братья Блюз (1980)
- Приключения мистера Билла в реальной жизни (1986)
- Боб Робертс (1992)
- Мир Уэйна (1992)
- Яйцеголовые (1993)
- Мир Уэйна 2 (1993)
- Эта кошмарная Пэт (1994)
- Стюарт спасает свою семью (1995)
- Ночь в Роксбери (1998)
- Братья Блюз 2000 (1998)
- Суперзвезда (1999)
- Дамский угодник (2000)
- Могучий ветер (2003)
- Гарольд (2008)
- Супер Макгрубер (2010)